# (2102) Tantalus
(2102) Tantalus ist ein Asteroid des Apollo-Typs, der am 27. Dezember 1975 von Charles T. Kowal am Mount Palomar entdeckt wurde. Das etwa drei Kilometer große Objekt umkreist die Sonne auf einer recht exzentrischen (e = 0,30) und um 64 Grad gegen die Ekliptik geneigten Bahn einmal in 1,476 Jahren.
Benannt wurde der Asteroid nach der Figur des Tantalus aus der griechischen Mythologie.